# Сакс, Станислав
Станислав Сакс (пол. Stanisław Saks, 30 декабря 1897 — 23 ноября 1942) — польский математик еврейского происхождения, принадлежал к львовской математической школе.

## Биография
Родился в Калише (Российская империя). В 1915 году поступил в Варшавский университет, в 1919—1921 годах принимал участие в Силезских восстаниях, был награждён Крестом Храбрых и Крестом Независимости. В 1922 году защитил диссертацию, и вскоре после этого стал лауреатом стипендии Рокфеллера, позволившей ему поехать в США (Брауновский университет). Работал в Варшавском политехническом университете, Львовском университете и виленском университете Стефана Батория.
После начала Второй мировой войны присоединился к польскому подполью, был схвачен гестапо и казнён в Варшаве.